# Gàrzola
Gàrzola és una població del municipi de Vilanova de Meià i, fins al 1926, de l'antic municipi de Baronia de la Vansa, situada al fons de la Coma de Meià a la dreta del riu Boix.
Té una notable riquesa agrícola i ramadera, amb alguns indrets i llocs pintorescos. Població que havia estat lligada a la baronia d'Argentera. L'església de la Mare de Déu del Remei també depenia en el segle xviii de la parroquial d'Argentera. Des del 1925 fins al 1969 s'abastien d'electricitat, sempre que baixés aigua pel riu, mitjançant una petita central elèctrica (Electra de Gàrzola) que utilitzava la concessió d'aigua de l'antic molí d'Argentera. Cal destacar el Club de Bitlles de Gàrzola, fundat a principis dels anys 90 i que el 2004 es va proclamar campió de la I Copa Generalitat. Celebra la Festa Major el cap de setmana del primer dissabte de setembre.